# Sophonia modesta
Sophonia modesta är en insektsart som beskrevs av William Lucas Distant 1918. Sophonia modesta ingår i släktet Sophonia och familjen dvärgstritar. Inga underarter finns listade i Catalogue of Life.